# راوا مازوویتسکا
راوا مازوویتسکا (به لاتین: Rawa Mazowiecka، تلفظ: [ˈrava--mazɔˈvʲɛt͡ska]) یک شهرک در لهستان است که در شهرستان راوا واقع شده‌است.

## خصوصیات
راوا مازوویتسکا ۱۳٫۶۷ کیلومترمربع مساحت و ۱۷٬۶۴۳ نفر جمعیت دارد.

## خواهرخوانده
شهر نیرباتور خواهرخواندهٔ راوا مازوویتسکا هست.